# Гадани
Гадани (урду گڈانی‎) — прибрежная деревня в округе Ласбела, расположенная в южной части Белуджистана, Пакистан вдоль Аравийского моря. Эта деревня входит в Союзный совет Хаба Техсил и находится всего в 1 часе езды от Карачи, Синд. Население Гадани в 2005 году составляло около 10 000 человек. Более 97 % населения являются мусульманами с небольшим индуистским меньшинством. Большинство населения говорит на языке белуджи, и есть небольшое меньшинство, говорящее на языке синдхи.
Недалеко от Гадани на берегах маленькой бухты были обнаружены россыпи доисторических раковин. Они представляют собой кучи осколков морских и мангровых раковин, среди которых находят кремнёвые и яшмовые орудия, а также каменные керны. Радиоуглеродный анализ находок указывает на то, что они являются результатом деятельности человека, и что люди селились вдоль побережья в седьмом — пятом тысячелетии до нашего времени.
В августе 2013 года правительство Пакистана объявило об амбициозном проекте Энергетического парка Гадани. Согласно этому проекту планируется создание 10 угольных электростанций общей мощностью 6600 МВт при технической и финансовой помощи Китая. Это поможет уменьшить проблемы хронической нехватки электроэнергии, с которыми сталкивается Пакистан.

## Утилизация кораблей в Гадани

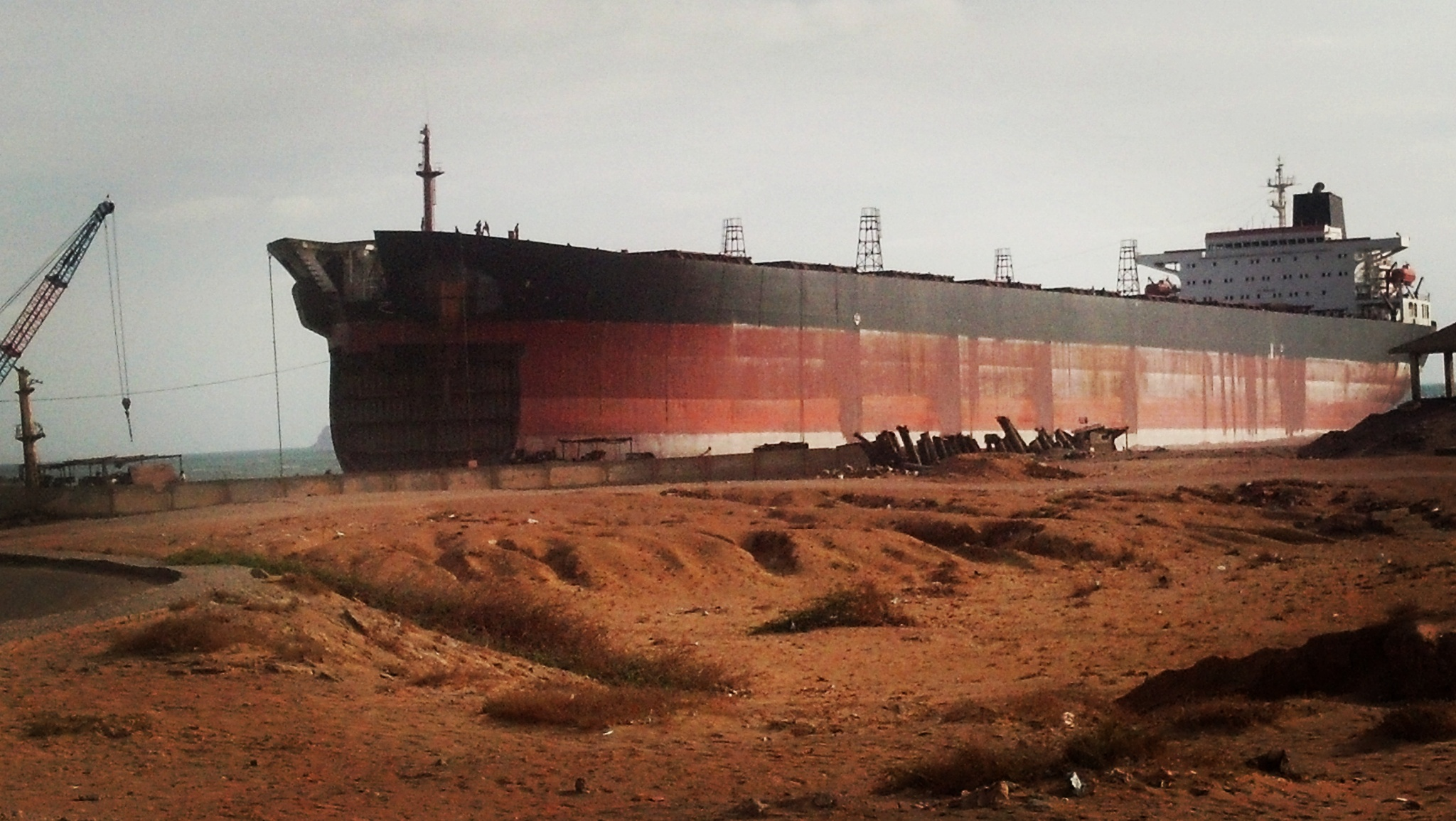
Предприятие по утилизации кораблей, которое находится в Гадани является третьим по величине в мире.

Предприятие по утилизации кораблей, которое находится в Гадани, является третьим по величине в мире. Оно состоит из 132 участков, расположенных на 10-километровом пляже.
В 1980-х годах Гадани был крупнейшим в мире предприятием по утилизации кораблей, здесь работало более 30 000 человек. Однако конкуренция со стороны более новых предприятий в Аланге, Индия и Читтагонге, Бангладеш, привела к значительному сокращению производства, и сегодня в Гадани производится менее одной пятой металлолома, производившегося в 1980-х годах. Недавнее снижение налогов на продажу металлолома привело к небольшому росту производства в Гадани, где сейчас занято около 6000 рабочих.
Предприятие в Гадани ежегодно продаёт свыше 1 миллиона тонн металлолома. Большая часть его продается на внутреннем рынке. В 2009—2010 финансовом году в Гадани было разобрано рекордное количество судов (107 кораблей) суммарным водоизмещением в 852 022 тонны, против 86 судов суммарным водоизмещением 778 598 тонн в предыдущем (2008—2009) финансовом году.
В настоящее предприятие в Гадани может ежегодно разбирать до 125 судов всех размеров, включая супертанкеры, с суммарным водоизмещением в 1 000 000 тонн.